# Ava Ohlgren
Ava Bailey Ohlgren (* 31. Januar 1988 in Morganton, North Carolina) ist eine US-amerikanische Schwimmerin.

## Leben
Sie kam als Tochter von Kurt and Terri Ohlgren zur Welt und hat mit Kathryn and Derek zwei Geschwister. Zusammen mit diesen wuchs sie in Northville, Michigan, auf. Dort besuchte sie die High School und schwamm in ihrer Jugend für den Bulldog Aquatic Club. Bereits früh machte sie durch bemerkenswerte sportliche Leistungen auf sich aufmerksam, wurde zweimalige US-Schulmeisterin und erhielt in der Folge auch die Ehrung zum Michigan High School Swimmer of the Year. Später immatrikulierte sie sich an der Auburn University im US-Bundesstaat Alabama für ein Studium der Sportwissenschaft und Pre-Physical Therapy.
Im Laufe der Jahre gewann Ohlgren diverse Medaillen bei Wettbewerben der National Collegiate Athletic Association (NCAA) und der Southeastern Conference (SEC). Ihre größten Erfolge feierte sie allerdings auf internationaler Bühne. So konnte sie sich bei den Panamerikanischen Spielen 2007 im brasilianischen Rio de Janeiro zwei Goldmedaillen sichern. Zwei Jahre darauf dominierte sie auch bei der Sommer-Universiade in Belgrad die Konkurrenz und feierte insgesamt fünf Siege – zwei in Einzelrennen und drei mit den Staffeln. Damit kürte sie sich zu einer der erfolgreichsten Athletinnen der Universiade und zur Rekordtitelträgerin ihrer Universität.
Nach Abschluss ihres Studiums mit einem Grade Point Average von 3,2/4,0 zog Ohlgren nach Nashville, Tennessee. Im Leistungsschwimmsport ist sie nicht mehr aktiv.